# Eleutherodactylus rucillensis
Espèce
Synonymes
- Eleutherodactylus schmidti rucillensis Cochran, 1939

Eleutherodactylus rucillensis est une espèce d'amphibiens de la famille des Eleutherodactylidae.

## Répartition
Cette espèce est endémique de République dominicaine. Elle se rencontre de 1 200 à 1 770 m d'altitude dans la cordillère Centrale.

## Étymologie
Son nom d'espèce, composé de rucill[a] et du suffixe latin -ensis, « qui vit dans, qui habite », lui a été donné en référence au lieu de sa découverte, le Loma Rucilla, une montagne culminant à 3 029 m.

## Publication originale
- Cochran, 1939 : Diagnoses of three new lizards and a frog from the Dominican Republic. Proceedings of the New England Zoological Club, vol. 18, no 1, p. 1-3.